# Jilemnice
Jilemnice (niem. Starkenbach) − miasto w Czechach, w kraju libereckim. Według danych z 31 grudnia 2016 powierzchnia miasta wynosiła 1 386 ha, a liczba jego mieszkańców 5 470 osób.

## Demografia
| Rok             | 1970  | 1980  | 1991  | 2001  | 2003  |
| --------------- | ----- | ----- | ----- | ----- | ----- |
| Liczba ludności | 4 380 | 5 297 | 5 829 | 5 753 | 5 777 |

Źródło: Czeski Urząd Statystyczny

## Miasta partnerskie
- Świebodzice
- Świeradów-Zdrój